# Clavulina purpurea
Clavulina purpurea é uma espécie de fungo pertencente à família Clavulinaceae.